# Adon
Adon är en kommun i departementet Loiret i regionen Centre-Val de Loire strax norr Frankrikes mitt. Kommunen ligger i kantonen Briare som tillhör arrondissementet Montargis. År 2022 hade Adon 192 invånare.

## Befolkningsutveckling
Antalet invånare i kommunen Adon
| Referens: INSEE |